# Comune distrettuale di Šiauliai
Il comune distrettuale di Šiauliai è uno dei 60 comuni della Lituania, situato nella regione della Samogizia.